# Monanthotaxis podocarpa
Monanthotaxis podocarpa är en kirimojaväxtart som först beskrevs av Friedrich Ludwig Diels, och fick sitt nu gällande namn av Bernard Verdcourt. Monanthotaxis podocarpa ingår i släktet Monanthotaxis och familjen kirimojaväxter. Inga underarter finns listade i Catalogue of Life.